# Hedychium elatum
Hedychium elatum là một loài thực vật có hoa trong họ Gừng. Loài này được R.Br. mô tả khoa học đầu tiên năm 1821.